# 李若愚
李若愚（？—？），字知白，號愚公，湖广汉阳府漢陽縣人，軍籍，明朝政治人物。

## 生平
少从张绪讲学。万历三十四年（1606年）丙午科湖广乡试举人，四十七年（1619年）己未科進士，出太史李國𣚴之门。初谒，座师曰：“向初入塾，蒙师以兄文见课，苦其不能习诵受笞。今得称师友，甚幸。”李亦哭失声。初授温州府推官，平反殊死以下数千人。时赵南星、高攀龙秉宪，推东南贤者必首及之，天啓五年（1625年）以卓异赴考选，媚璫者指为杨涟死友，遂谪常州府教授，迁国子监博士，复迁刑部主事。会江西积欠金花银五十馀万两，群小趣璫言于部，委若愚督催，立限三月，稍后期即逮矣。公至江西，檄下，郡县皆感公忠诚，一月便起解，而逆璫伏诛。公报命，奉㫖优叙，台省亦交章上荐，升兵部武选司。崇祯元年奉命犒大同师，上九边兵食冒帑，议战守策，又因旱陈言请诛魏党许显纯等七锦衣以慰忠魂，不雨请治臣罪，上立磔显纯等于市，甘霖大沛。寻升工部虞衡司员外郎，转营缮司郎中，崇祯三年主考广西。崇祯四年升兵部武选司郎中，以验试武举不力，降四级调外任。旋告病归。七年甲戌回部，大司马张公特疏荐为职方，吏部题补武选郎，武选于是肃然一清，上闻之，亦曰：京官不要钱者惟刘宗周、李若愚耳。八年乙亥升江西右参政，值流寇蔓延，抚军移镇，公选将材，备军实，严保甲，固城守，保障之功甚伟。岁祲，民大饥，倾橐治糜为倡，复便宜发积谷数十万石以赈，所全活无算。巡抚解公举公自代，俄连丧壮子，痛絶，竟解绶归。为司理时，分校浙闱，庚午典试广西，乙亥主江西拔贡试，皆称得人。明末起废，召为太仆寺卿，以老辞不拜。

## 著作
所著有《证学编》《读书録》《太极图义》《诗经七易稿》《歷代相臣传》《昭代名臣録》《烟霞盟年谱》《遗集》诸书。

## 墓葬
太仆李若愚墓在府治西崇文岭。

## 家族
曾祖李子成。祖父李錬，封兵科給事中。父李宗鲁，广西佥事。子李应槐，崇祯庚午副榜。李应橘，字敬仲，由明經选授中书，以子李昌祚贵赠中宪大夫大理寺少卿。李应梓顺治丁酉副榜。